# FC Domagnano
Az FC Domagnano, teljes nevén Football Club Domagnano San Marinó-i labdarúgócsapat, amelyet 1966-ban alapítottak. Székhelye Domagnano városkában található.
Egyike annak a 15 csapatnak, amely a San Marinó-i labdarúgó-bajnokságot alkotja. Nem rendelkezik saját sportteleppel, edzéseit a Campo Sportivo di Domagnanó-ban tartja, amelyen a San Marinó-i labdarúgó-szövetség is bajnoki mérkőzéseket rendez.

## Korábbi elnevezései
- 1966–2007: SP Domagnano

2007 óta jelenlegi nevén szerepel.

## Sikerei
- San Marinó-i labdarúgó-bajnokság (Campionato Sammarinese di Calcio)
  - Bajnok (4 alkalommal): 1989, 2002, 2003, 2005
  - Ezüstérmes (3 alkalommal): 1993, 2000, 2004
  - Bronzérmes (2 alkalommal): 1994, 1999

- San Marinó-i kupa (Coppa Titano)
  - Győztes (8 alkalommal): 1972, 1988, 1990, 1992, 1996, 2001, 2002, 2003
  - Ezüstérmes (3 alkalommal): 1995, 1998, 1999

- San Marinó-i szuperkupa (Trofeo Federale)
  - Győztes (3 alkalommal): 1990, 2001, 2004
  - Ezüstérmes (2 alkalommal): 1989, 2009

## Eredmények

### Európaikupa-szereplés

#### Összesítve
| Kupa       | J | GY | D | V | LG–RG |
| ---------- | - | -- | - | - | ----- |
| UEFA-kupa  | 6 | 0  | 0 | 6 | 0–22  |
| Összesítve | 6 | 0  | 0 | 6 | 0–22  |

#### Szezonális bontásban
| Idény     | Kupa      | Forduló         | Klub            | 1. mérk. | 2. mérk. |
| --------- | --------- | --------------- | --------------- | -------- | -------- |
| 2002–2003 | UEFA-kupa | Selejtezőkör    | Viktoria Žižkov | 0–2      | 0–3      |
| 2003–2004 | UEFA-kupa | Selejtezőkör    | Torpedo Moszkva | 0–5      | 0–4      |
| 2005–2006 | UEFA-kupa | 1. selejtezőkör | NK Domžale      | 0–5      | 0–3      |

Megjegyzés: Az eredmények minden esetben a FC Domagnano szemszögéből értendőek, a félkövéren jelölt mérkőzéseket pályaválasztóként játszotta.